# Longe É a Cidade

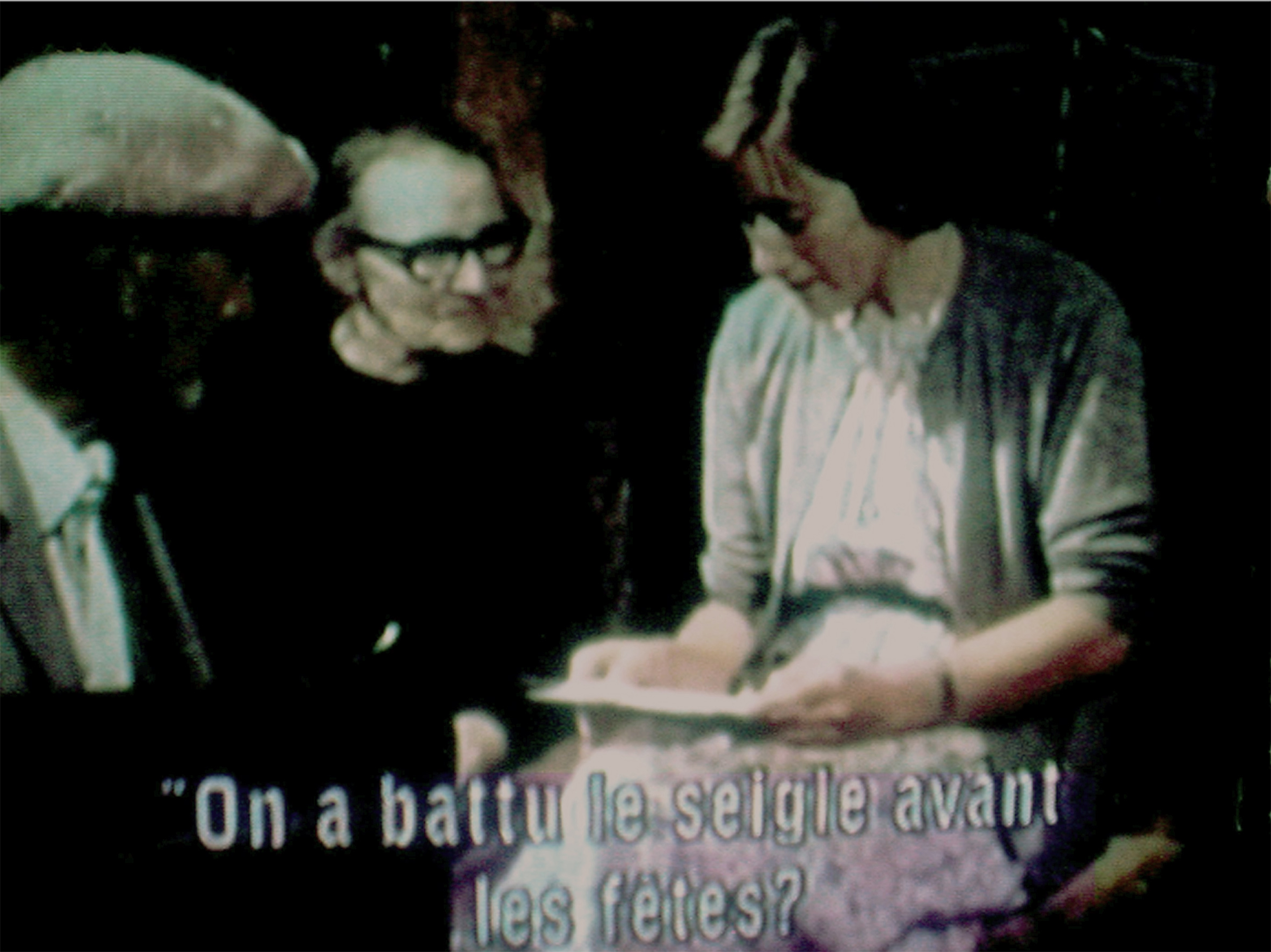
Longe é a Cidade (camponesa lendo a carta de um familiar ausente em Lisboa)

Longe é a Cidade (1981) é um documentário português de longa-metragem de Ricardo Costa, o terceiro da tetralogia Homem Montanhês, um conjunto de quatro longas-metragens sobre a vida na montanha.
O filme Castro Laboreiro é  rodado na freguesia de Castro Laboreiro e Pitões, Aldeia do Barroso em Pitões das Júnias, ambos em 1979 (primeiros dois filmes da tetralogia).
Datando de 1981, Longe é a cidade é filmado na Moimenta (Vinhais) e Ao Fundo desta Estrada em Videmonte, na Serra da Estrela (últimos dois filmes da tetralogia).
Longe é a Cidade antestreia em Setembro de 1981 no cinema Casino da Figueira da Foz, no 10º Festival Internacional de Cinema desta cidade.. Estreia na televisão (primeira parte) na RTP 1 a 6 de Julho de 1982.

## Ficha sumária
- Realização e montagem: Ricardo Costa
- Ano de produção: 1979/80
- Produção: Diafilme em co-produção com a RTP
- Exteriores: Moimenta (Vinhais) e Lisboa.
- Estreia: RTP, 1981, e 10º Festival de Cinema da Figueira da Foz (1981)
- Suporte: 16 mm cor
- Duração: 86’
- 3ª longa-metragem da série Homem Montanhês

## Ficha técnica
- Director de Produção: Óscar Cruz
- Câmara e direcção de fotografia – Vítor Estêvão
- Assistente de Imagem: Adão Gigante
- Som: Vítor Duarte
- Montagem: Ricardo Costa com Ana Luísa Guimarães (assistente)
- Formato: negativo cor 16 mm
- Género: documentário etnográfico
- Laboratório de imagem: Tobis Portuguesa
- Laboratório de som: RTP
- Exteriores: Moimenta (Vinhais)
- Distribuição: Diafilme, audiovisuais
- Duração: 86 minutos

## Sinopse
«Na Moimenta, aldeia secular do nordeste transmontano, subsistem tradições, hábitos comunitários e um sistema de inter-ajuda capazes de assimilar iniciativas modernas, como a exploração de uma pedreira, em que trabalham os mais novos, o que contribui para reforçar a autonomia económica da comunidade. Outros partem para sempre, quebrando os elos de solidariedade que mantêm vivos legados seculares. 

Os desencontros entre o passado e o presente, entre certos valores enraizados em terreno fértil e as utopias de um tempo em que a vida se nutre de frágeis esperanças são um tema que não é próprio deste lugar apenas. Mas por aqui, em Trás-os-Montes, há uma sabedoria, uma maneira de sentir, um gosto temperado pela natureza, agreste, uma serenidade, um certo modo iluminado de viver, coisas que, assim juntas, noutros lugares não existem. Há muito boa gente naquela aldeia que aposta que ela terá o seu lugar no futuro» (Cit,: sinopse do produtor).

## Enquadramento histórico
Longe é a Cidade  e Pitões, Aldeia do Barroso são os dois filmes da série Homem Montanhês rodados na região de Trás-os-Montes. Identificam-se ambos por retratarem tradições comunitárias ainda subsistentes, especialmente em Pitões da Júnias e menos na Moimenta, aldeia próxima de Vinhais, onde a exploração de uma pedreira comunitária e a migração de jovens para as grandes cidades altera profundamente a organização económica e social do povoado. Do ponto de vista temático, o retrato humano, de residentes e emigrantes que voltam à terra natal, o quotidiano feito de hábitos seculares, temperado pelo maravilhoso, típico do imaginário cultural da região, são as preocupações centrais destes filmes.
Do ponto de vista formal, caracterizam-se por uma prática de cinema directo que constrói o real como obra em progresso, registando eventos que surgem diante do olho da câmara e outros que ela provoca, criando eventos encenados, sem nunca trair a verdade dos factos, sem desvirtuar as realidades. Tornam-se assim uma espécie de escrita cinematográfica que só na montagem ganha corpo, resultando num objecto fílmico cuja articulação não se faz pela narrativa (nenhum dos filmes conta uma história) mas sim pela associação musical das imagens, por vezes em montagem paralela, de modo a criar um ritmo, um todo feito de harmonias, em moldes de sinfonia visual, aquilo que produzirá o sentido da obra.

## Festivais e projecções especiais
- 10º Festival Internacional de Cinema de Santarém, no Teatro Rosa Damasceno – 1981, Prémio Cidade de Santarém pelos seus valores humanos
- 29º encontro com o cinema português na Cinemateca Portuguesa, 7 de Julho de 1983
- Seminários de Jean Rouch (Museu do Homem, Paris – 1998)
- Instituto Camões de Paris (27 de Abril de 1998)
- Ciclo de filmes sobre Trás-os-Montes na Cinémathèque Française, Paris  – 18 de Outubro 2002